# Университет штата Калифорния в Сан-Франциско
Университе́т штата Калифорния в Сан-Франци́ско (англ. San Francisco State University) — высшее учебное заведение в составе системы Университета штата Калифорния. Университет предлагает 118 программ бакалавриата, 94 программы магистратуры и 5 программ докторантуры, а также 26 учебных программ в шести академических колледжах.
Университет был основан в 1899 году как государственная нормальная школа для подготовки школьных учителей, получив статус колледжа штата в 1921 году и статус университета штата в 1972 году. Кампус площадью 141 акр расположен в юго-западной части города, менее чем в двух милях от побережья Тихого океана. В Университете есть 12 университетских спортивных команд, которые соревнуются на уровне NCAA Division II, большинство из которых являются членами Калифорнийской студенческой спортивной ассоциации. Университет является учреждением, обслуживающим латиноамериканцев (HSI), и имеет право быть назначенным учреждением, обслуживающим жителей тихоокеанских островов — американцев азиатского происхождения (AANAPISI).
Среди преподавателей и выпускников штата Сан-Франциско в прошлом и настоящем 21 лауреат Пулитцеровской премии, 16 лауреатов премии Оскар, 49 лауреатов премии Эмми, 10 лауреатов премии Грэмми, 12 лауреатов премии Тони 4 миллиардера и 1 астронавт.

## Известные выпускники

### 1962
А. Д. Уинанс — поэт и издатель.

### 1990
Хайсам аль-Гайс —  кувейтский политик, генеральный секретарь ОПЕК

### 1992
Кристофер Майкл Тара-Браун — российский бизнесмен, владелец сети кофеен Traveler's Coffee.

### 1993
Кирк Хэмметт — соло-гитарист и бэк-вокалист группы Metallica.

### 1998
Кэри Байрон — американская художница и телеведущая, известная своим участием в телепередаче «Разрушители легенд».